# Jutlandia Środkowa
Jutlandia Środkowa (duń. Midtjylland) – jeden z pięciu duńskich regionów administracyjnych utworzonych 1 stycznia 2007 na mocy reformy administracyjnej. W jego skład weszły dotychczasowe okręgi Ringkjøbing Amt i Århus Amt (ten ostatni bez części jednej gminy), a także część okręgów Viborg Amt i Vejle Amt.
Powierzchnia regionu wynosi 13 053 km², zaś ludność ok. 1,23 mln mieszkańców (2007). Największym miastem jest Århus, jednak siedzibą władz regionu jest Viborg.
Region dzieli się na 19 gmin.
| - Favrskov - Hedensted - Herning - Holstebro - Horsens - Ikast-Brande - Lemvig - Norddjurs - Odder - Randers - Ringkøbing-Skjern - Samsø - Silkeborg - Skanderborg - Skive - Struer - Syddjurs - Viborg - Aarhus |